# بيج بيترسون
بيج بيترسون (بالإنجليزية: Paige Peterson)‏ هي رسامة أمريكية، ولدت في 19 مارس 1955 في بيلفيديري في الولايات المتحدة.